# Bushyhead
Bushyhead est une census-designated place du comté de Rogers, dans l'État d'Oklahoma, aux États-Unis,. En 2010, elle compte une population de 1 314 habitants.